# Невинність

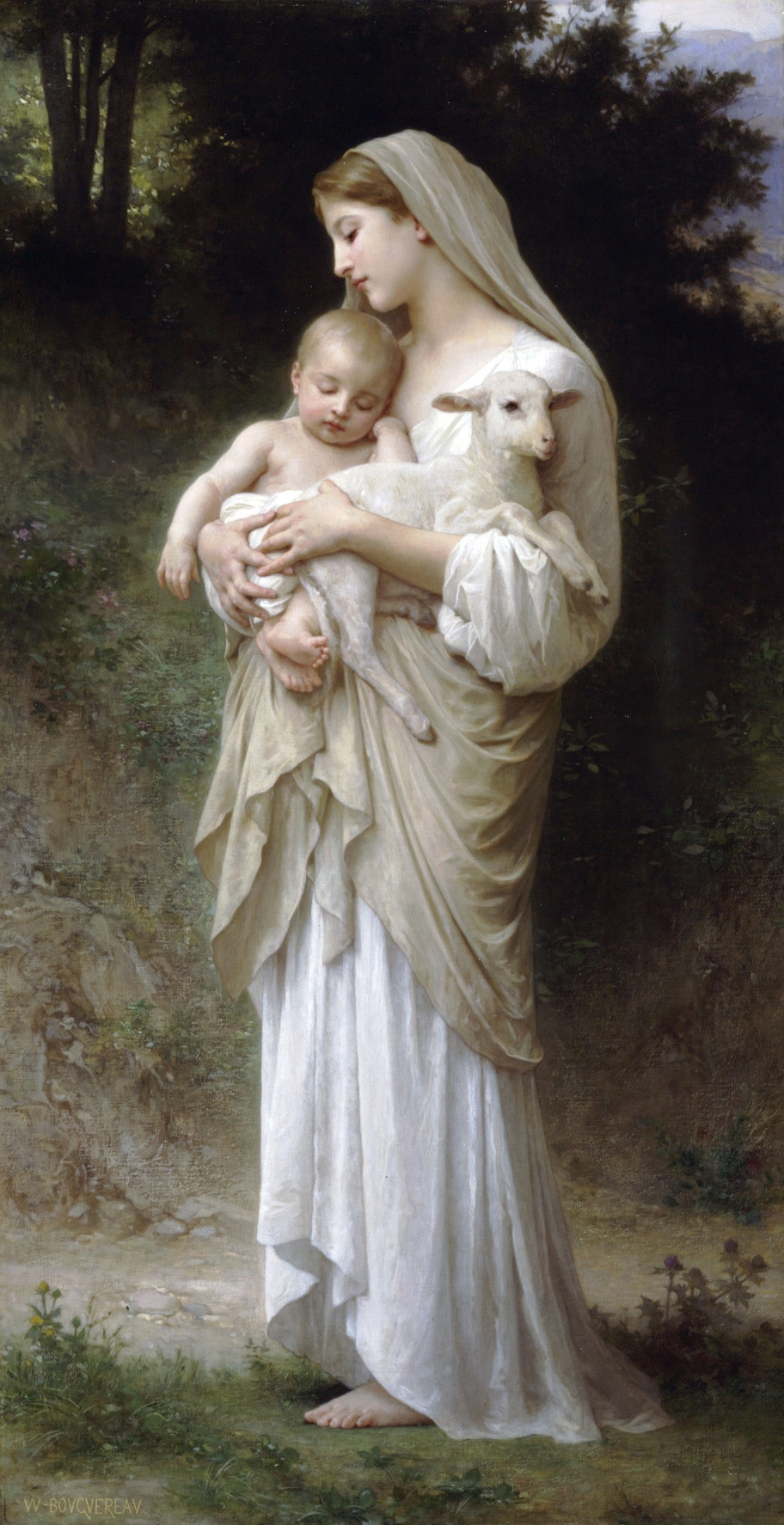
«Невинність», картина Бугро. Ягня і маленька дитина — символи невинності.

Невинність — термін, що використовується для позначення відсутності провини по відношенню до якого-небудь злочину чи проступку. У правовому контексті, невинність означає відсутність правової вини фізичної особи щодо злочину.
Термін «невинність» може використовуватися також у значеннях:
- простодушність, наївність;
- незайманість.

Невинність завжди полягає у відсутності будь-якої провини — у гріхах, проступках або злочинах. Невинність в такому значенні може визначатися відповідно до релігії, совісті або закону.

## Символізм
Зайзвичай символом невинності вважається ягня. Наприклад, у християнстві, Ісус згадується як «Агнець Божий», що підкреслює тим самим його безгрішну природу.